# Dagenham Heathway (London Underground)

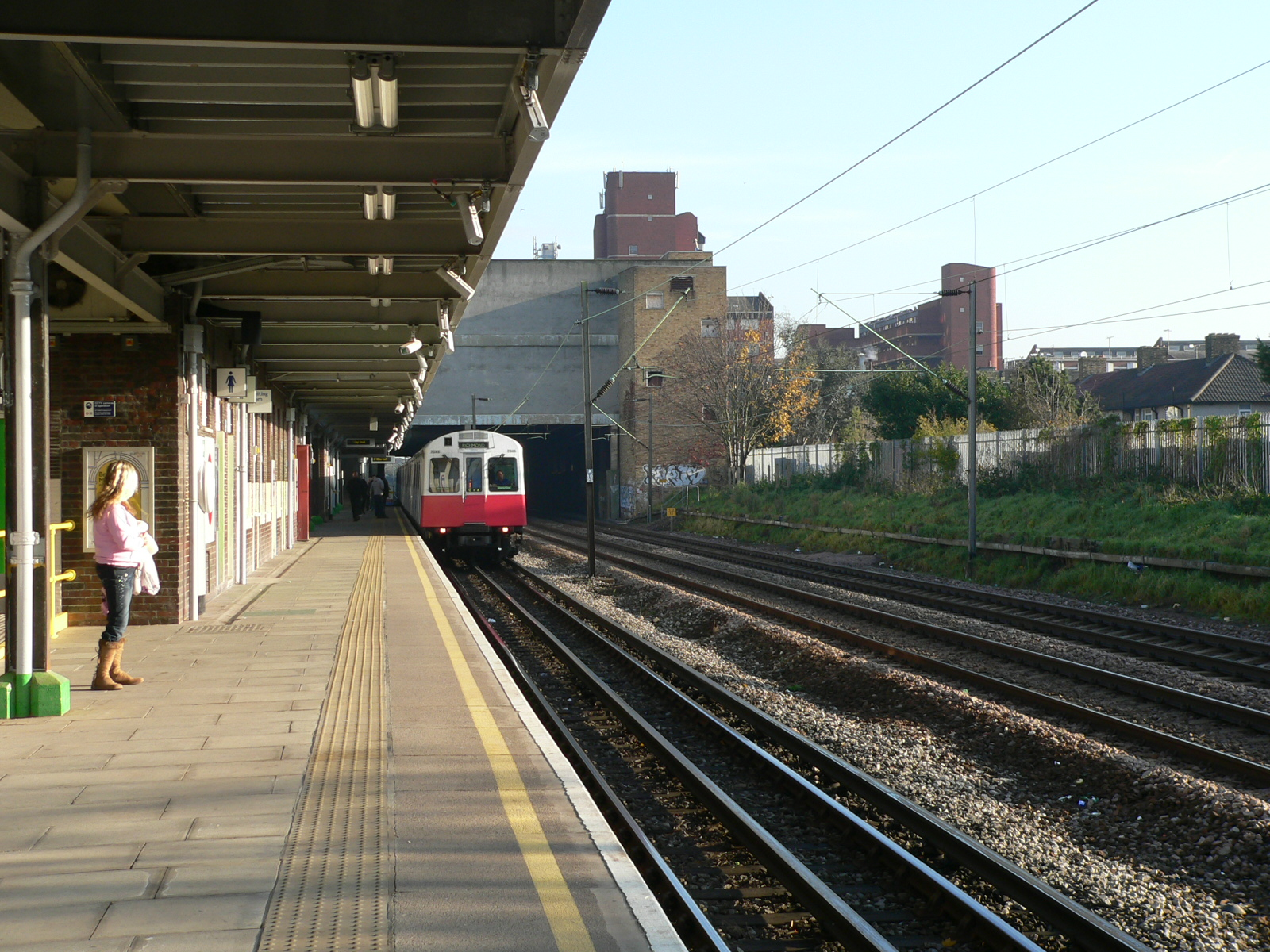
Station Dagenham Heathway

Dagenham Heathway ist eine oberirdische Station der London Underground im Stadtbezirk London Borough of Barking and Dagenham. Sie liegt in der Travelcard-Tarifzone 5 am Heathway. Im Jahr 2014 nutzten 5,80 Millionen Fahrgäste diese von der District Line bediente Station.
Die Eröffnung erfolgte am 12. September 1932, nach Abschluss der Elektrifizierung der Strecke zwischen Barking und Upminster. Zu Beginn wurde die Station von der Bahngesellschaft London, Midland and Scottish Railway verwaltet. Züge auf den parallel verlaufenden Gleisen der Eisenbahn passieren Dagenham Heathway im Gegensatz zu benachbarten Stationen seit jeher ohne Halt. In den Jahren 2005 und 2006 wurde das Stationsgebäude aufwändig restauriert.